# Steinstraße 20 (Korschenbroich)

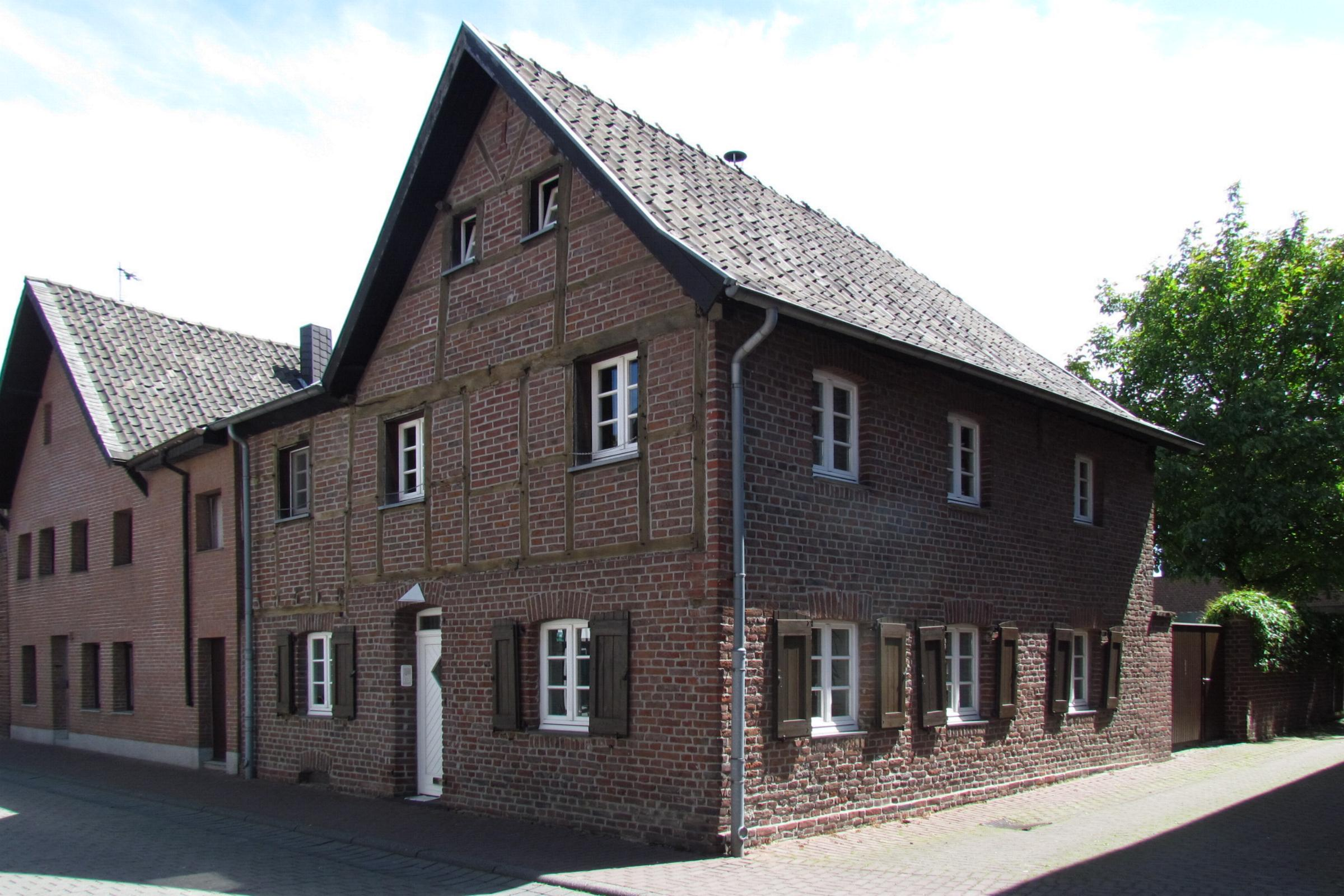
Fachwerkwohnhaus

Das Fachwerkhaus Steinstraße 20 steht in Korschenbroich im Rhein-Kreis Neuss in Nordrhein-Westfalen.
Das Gebäude wurde im 18. Jahrhundert erbaut und unter Nr. 188 am 22. Februar 1991 in die Liste der Baudenkmäler in Korschenbroich eingetragen.

## Architektur
Es handelt sich hier um ein Fachwerkhaus aus dem 18. Jahrhundert. Die Ausfachung an der straßenseitigen Fassade ist in Backsteinmauerwerk ausgeführt. Im rückwärtigen Bereich ist die Lehmausfachung erhalten. Vermutlich wurde die Fassade zur Stichstraße hin im 19. Jahrhundert in Backstein ergänzt. Das Fachwerkgebäude ist weitgehend original erhalten und steht von der Bauentwicklung her in einem städtebaulichen Gesamtzusammenhang mit weiteren Fachwerkbauten aus dem 18. Jahrhundert an der Steinstraße. Das Fachwerkwohnhaus erfüllt die Kriterien des § 2 DSchG NW zur Eintragung in die Denkmalliste. Es ist bedeutend für die Geschichte des Menschen und für Städte und Siedlungen. Für seine Erhaltung und Nutzung liegen wissenschaftliche, besonders baugeschichtliche Gründe vor.